# Lijst van spelers van Halmstads BK
Deze lijst omvat voetballers die bij de Zweedse voetbalclub Halmstads BK spelen of gespeeld hebben. De namen van de spelers zijn alfabetisch gerangschikt.

## A
- Björn Åkesson
- Daniel Alexandersson
- Niclas Alexandersson
- Peder Amberntsson
- Christoffer Andersson
- Fredrik Andersson
- Magnus Andersson
- Pehr Andersson
- Robert Andersson
- Tommy Andersson
- Björn Anklev
- Anselmo
- Marcus Antonsson
- Magnus Arvidsson
- Torbjörn Arvidsson
- Jeffrey Aubynn
- Jonas Axeldal
- Mahamat Azrack

## B
- Rutger Backe
- Alphajor Bah
- Magnus Bahne
- Kujtim Bala
- Guri Baqaj
- Sylve Bengtsson
- Henrik Bertilsson
- Joel Borgstrand

## C
- Björn Carlsson
- Mats Carlsson

## D
- Eduardo Delani
- Iván Díaz
- Dusan Djurić

## E
- Martin Ekström

## F
- Kristoffer Fagercrantz
- Jonnie Fedel
- Ingvar Flink
- Martin Fribrock

## G
- Michael Görlitz
- Eggert Gudmundsson
- Niklas Gudmundsson
- Fredrik Gustafson
- Markus Gustafson

## H
- Nils Håkansson
- Sead Hakšabanović
- Petter Hansson

## I
- Patrik Ingelsten

## J
- Christian Järdler
- Javi Hernández
- Emil Jensen
- Mats Jingblad
- Andreas Johansson
- Conny Johansson
- Daniel Johansson
- Joel Johansson
- Marko Johansson
- Mattias Johansson
- Per Johansson
- Sebastian Johansson
- Sigvard Johansson
- Karl-Johan Johnsson
- Niklas Johnsson
- Jan Jönsson
- Markus Jönsson
- Tommy Jönsson
- Tibor Joza

## K
- Daniel Karlsson
- Emil Karlsson
- Mattias Karlsson
- Viktor Kristiansson
- Ajsel Kujovic
- Emir Kujović
- Olle Kullinger

## L
- Lars Larsson
- Lennart Larsson
- Peter Larsson
- Stefan Larsson
- Peter Lennartsson
- Mats Lilienberg
- Stefan Lindqvist
- Viktor Ljung
- Freddie Ljungberg
- David Loria
- Johnny Lundberg
- Christian Lundström

## M
- Richard Magyar
- Shkodran Maholi
- Robin Malmkvist
- Johan Mangfors
- Hasse Mattisson
- Jesper Mattsson
- Ryan Miller

## N
- Mikael Nilsson
- Ove Nilsson
- Björn Nordberg
- Roger Nordstrand
- Niclas Nyhlén

## O
- Hjalmar Öhagen
- Marcus Olsson
- Jan Östlund

## P
- Nauzet Pérez
- Yaw Preko
- Alexander Prent

## R
- Anel Raskaj
- Raúl
- Patrik Redo
- Ardian Rexhepi
- Mikael Rosén
- Markus Rosenberg

## S
- Marcus Sahlman
- Emil Salomonsson
- Denis Sashcheko
- Jónas Sævarsson
- Frenk Schinkels
- Stefan Selakovic
- Hans Selander
- Liridon Selmani
- Artim Shakiri
- Pascal Simpson
- Joe Sise
- Anders Smith
- Tim Sparv
- Östen Ståhl
- Kristinn Steindórsson
- Tomas Stierna
- Håkan Svensson
- Magnus Svensson
- Michael Svensson
- Ola Svensson
- Igor Sypniewski
- Krystian Szuster

## T
- Emra Tahirović
- Tobias Tandrup
- Michael Thomas
- Gunnar Thorvaldsson
- Kristoffer Thydell
- Mattias Thylander
- Sharbel Touma

## V
- Stefan Vennberg
- Peter Vougt

## W
- Bengt Westerberg
- Jesper Westerberg
- Daniel Wiberg
- Samuel Wowoah
- Joakim Wrele

## Z
- José Zamora
- Tomas Zvirgzdauskas